# 加瀬充子
加瀬 充子（かせ あつこ）は、日本の女性アニメーション演出家、アニメーション監督。福島県出身。

## 来歴
東京デザイナー学院（現東京ネットウエイブ）卒業後、アニメーターとして日本サンライズ（現・サンライズ）に入社。 
その後は演出家に転向し、1980年代よりときたひろこや森脇真琴らと共に数少ない「女性アニメーション・ディレクター」として活躍した。女性アニメ監督として日本で初めてロボットアニメの演出を担当した人物でもある。

## 参加作品

### テレビアニメ
1975年
- 勇者ライディーン（原画）

1976年
- 超電磁ロボ コン・バトラーV（原画）

1977年
- 超電磁マシーン ボルテスV（設定助手・演出）

1978年
- 闘将ダイモス（設定助手・演出）

1979年
- 未来ロボ ダルタニアス（設定助手・絵コンテ・演出）

1980年
- 無敵ロボ トライダーG7（演出）

1981年
- 最強ロボ ダイオージャ（演出）

1982年
- 戦闘メカ ザブングル（演出）

1983年
- 太陽の牙ダグラム（絵コンテ）
- 装甲騎兵ボトムズ（絵コンテ・演出）

1984年
- ガラスの仮面（絵コンテ・演出）
- 機甲界ガリアン（絵コンテ・演出）

1985年
- 蒼き流星SPTレイズナー（絵コンテ・演出）
- ダーティペア（絵コンテ・演出）

1987年
- シティーハンター（絵コンテ・演出）

1988年
- シティーハンター2（脚本・絵コンテ・演出）

1990年
- 機動警察パトレイバー（絵コンテ）

1992年
- ママは小学4年生（絵コンテ・演出）

1993年
- 機動戦士Vガンダム（絵コンテ・演出）
- 疾風!アイアンリーガー（第2期ED絵コンテ）

1994年
- D・N・A² 〜何処かで失くしたあいつのアイツ〜（絵コンテ）
- 覇王大系リューナイト（絵コンテ・演出）

1995年
- ストリートファイターII V（絵コンテ・演出）

1997年
- 勇者王ガオガイガー（絵コンテ）
- HARELUYA II BØY（絵コンテ）
- 深海伝説MEREMANOID（ - 1998年、絵コンテ・演出）

1998年
- アキハバラ電脳組（絵コンテ）

1999年
- トラブルチョコレート（絵コンテ）

2000年
- BRIGADOON まりんとメラン（絵コンテ）

2001年
- スクライド（絵コンテ）
- 犬夜叉（絵コンテ）
- SAMURAI GIRL リアルバウトハイスクール（絵コンテ・演出）

2002年
- 最終兵器彼女（監督）

2003年
- 君が望む永遠（絵コンテ）
- プラネテス（絵コンテ）
- LAST EXILE（絵コンテ）

2004年
- 焼きたて!!ジャぱん（絵コンテ）

2005年
- CLUSTER EDGE（絵コンテ）

2006年
- まじめにふまじめ かいけつゾロリ（監督（51話から））
- 奏光のストレイン（絵コンテ）

2007年
- 結界師（絵コンテ）
- もやしもん（絵コンテ）

2008年
- クリスタル ブレイズ（監督・絵コンテ）
- ネオ アンジェリーク Abyss（絵コンテ）
- 魍魎の匣（演出）

2009年
- リストランテ・パラディーゾ（監督）
- 戦う司書 The Book of Bantorra（絵コンテ）
- ミラクル☆トレイン〜大江戸線へようこそ〜（絵コンテ）
- 犬夜叉 完結編（絵コンテ）

2010年
- さらい屋 五葉（絵コンテ）
- SDガンダム三国伝 Brave Battle Warriors（絵コンテ）

2011年
- バトルスピリッツ ブレイヴ（絵コンテ）
- ケロロ軍曹（絵コンテ）
- 神のみぞ知るセカイII（絵コンテ）
- デッドマン・ワンダーランド（絵コンテ）
- バトルスピリッツ 覇王（絵コンテ）
- 機動戦士ガンダムAGE（絵コンテ）

2012年
- 夏色キセキ（絵コンテ協力）
- バトルスピリッツ ソードアイズ（絵コンテ）
- ハヤテのごとく! CAN'T TAKE MY EYES OFF YOU（絵コンテ）
- 緋色の欠片 第二章（絵コンテ）

2013年
- アイカツ!（絵コンテ）
- 超速変形ジャイロゼッター（絵コンテ）
- 断裁分離のクライムエッジ（絵コンテ）

2014年
- とある飛空士への恋歌（絵コンテ）
- 龍ヶ嬢七々々の埋蔵金（絵コンテ）
- ポケットモンスター XY（絵コンテ）
- エスカ&ロジーのアトリエ 〜黄昏の空の錬金術士〜（絵コンテ）
- 弱虫ペダル GRANDE ROAD（絵コンテ）

2015年
- 名探偵コナン（2015年 - 、絵コンテ・ED絵コンテ）
- トライブクルクル（絵コンテ）
- ガンダムビルドファイターズトライ（絵コンテ）
- うたの☆プリンスさまっ♪ マジLOVEレボリューションズ（絵コンテ）
- レーカン!（絵コンテ）
- ヤング ブラック・ジャック（監督）
- バトルスピリッツ 烈火魂（絵コンテ）

2016年
- ダンガンロンパ3 -The End of 希望ヶ峰学園- 絶望編（絵コンテ）
- 終末のイゼッタ（絵コンテ）
- ドリフェス!（絵コンテ）

2017年
- クズの本懐（絵コンテ）

2018年
- サンリオ男子（絵コンテ）
- Caligula -カリギュラ-（絵コンテ）
- されど罪人は竜と踊る Dances with the Dragons（絵コンテ）
- DOUBLE DECKER! ダグ&キリル（絵コンテ）

2019年
- エガオノダイカ（絵コンテ）
- 星合の空（絵コンテ）

2020年
- 本好きの下剋上 司書になるためには手段を選んでいられません（演出）

2023年
- Dr.STONE NEW WORLD（絵コンテ）
- ミギとダリ（絵コンテ）

2025年
- 前橋ウィッチーズ（絵コンテ）
- 神統記（テオゴニア）（絵コンテ・演出）

### 劇場アニメ
1986年
- 11人いる!（絵コンテ・演出）

1987年
- バツ&テリー（演出）

1998年
- 機動戦士ガンダム 第08MS小隊 ミラーズ・リポート（監督・絵コンテ）

### OVA
1985年
- 装甲騎兵ボトムズ ザ･ラストレッドショルダー（絵コンテ・演出）

1986年
- 蒼き流星SPTレイズナー ACT-3（絵コンテ・演出）

1990年
- ニューイヤー星調査行（絵コンテ）

1991年
- 機動戦士ガンダム0083 STARDUST MEMORY（監督（7話まで））

1996年
- 魔法使いTai!（演出）
- 機動戦士ガンダム 第08MS小隊（演出）

2000年
- 北へ。Pure Session（監督）

2004年
- アンジェリークOVA（絵コンテ）

2005年
- 最終兵器彼女 Another love song（監督）

2010年
- 装甲騎兵ボトムズ 幻影篇（絵コンテ）

2013年
- マジカル☆スター かのん100%（監督・絵コンテ）

### Webアニメ
2022年
- TIGER & BUNNY 2（監督）

### ゲーム
2003年
- 一撃殺虫!!ホイホイさん（アニメーションムービー絵コンテ）